# Neivamyrmex angulimandibulatus
Neivamyrmex angulimandibulatus är en myrart som beskrevs av Charles James Watkins 1974. Neivamyrmex angulimandibulatus ingår i släktet Neivamyrmex och familjen myror. Inga underarter finns listade i Catalogue of Life.